# 美原インターチェンジ
美原インターチェンジ（みはらインターチェンジ）は、大阪府堺市美原区丹上にある、南阪奈道路のインターチェンジ。橿原方面のみのハーフインターチェンジである。

## 道路
- E91 南阪奈道路（1番）

## 歴史
- 2004年（平成16年）3月28日 : 南阪奈有料道路開通に伴い供用開始。
- 2018年（平成30年）4月1日 : 美原JCT - 羽曳野IC間が大阪府道路公社から西日本高速道路に移管され、南阪奈道路に改称。

## 接続する道路
- 大阪府道36号泉大津美原線

## 周辺情報
- NHK美原・羽曳野ラジオ放送所 - 当インターを挟んで南北にある。

## 隣
E91 南阪奈道路
(12-1) 美原JCT - (1) 美原IC - たじはや本線TB - (2) 美原東IC